# Bergheim
Bergheim é uma comuna francesa na região administrativa de Grande Leste, no departamento Alto Reno. Estende-se por uma área de 19,17 km². Em 2010 a comuna tinha 2 145 habitantes (densidade: 111,9 hab./km²).